# Oligodon durheimi
Oligodon durheimi är en ormart som beskrevs av Baumann 1913. Oligodon durheimi ingår i släktet Oligodon och familjen snokar. IUCN kategoriserar arten globalt som otillräckligt studerad. Inga underarter finns listade i Catalogue of Life.
The Reptile Database infogar taxonet som synonym i Oligodon pulcherrimus.